# Момент инерције
Момент инерције је мера инертности тела при ротационом кретању. Момент инерције је аналоган маси код транслаторног кретања. Појаву инерције први је проучавао Галилео Галилеј. Инерцију описује I Њутнов закон, по коме свако тело задржава стање мировања или равномерног праволинијског кретања док га неко друго тело не присили да то стање промени. Инертност је својство тела да се одупире промени стања мировања или равномерног праволинијског кретања. Тела веће масе су инертнија (тромија). Маса је мера интерности тела.
Момент инерције (знак I или J) је једнак збиру умножака масе m и квадрата удаљености r од осе ротације сваке честице која чини тело:
{\displaystyle I=\sum _{i=1}^{N}m_{i}{r_{i}}^{2}}
Момент инерције је заправо мера тромости за вртњу или ротацијско кретање. Може се рећи да је момент инерције ротацијска аналогија масе. Што је момент инерције неког тела већи то га је теже покренути у ротацију или зауставити његову ротацију. Међутим, за разлику од масе, момент инерције није нека непромењива величина; он зависи од осе око које се дешава ротација тела. Математичка дефиниција момента инерције I материјалне тачке масе m за неку осу a је:
{\displaystyle I_{a}=mr^{2}\,}
где је r удаљеност те тачке од осе ротације. Мерна јединица за момент инерције је kgm&sup2;.
За неко тело састављено од N материјалних честица момент инерције за неку осу је једнак збиру момената инерције свих материјалних честица за ту исту осу:
{\displaystyle I_{a}=\sum _{i=1}^{N}m_{i}{r_{i}}^{2}}
Ово је непрактичан израз за неко континуирано тело за који би требало знати тачан број и положај свих честица. Уместо тога интегрирају се моменти инерције свих диференцијалних маса dm:
{\displaystyle I_{a}=\int r^{2}dm=\int r^{2}\rho dV}
Уз претпоставку да је густина тела ρ по целој запремини једнака, добија се:
{\displaystyle I_{a}=\rho \int r^{2}dV=\rho \iiint r^{2}dxdydz}
Моменти инерције за оси које пролазе кроз тежиште тела називају се властитим моментима инерције. Иако горња математичка формулација вреди потпуно генерално, момент инерције за неку осу која пролази изван тежишта тела се може израчунати помоћу Стајнеровог правила које се може овако срочити:
Момент инерције тела за неку осу која не пролази кроз тежиште једнак је збиру властитог момента инерције за осу паралелну с траженом осом и умношка масе тела с квадратом удаљености тежишта тела од тражене осе .
Ово је правило врло важно и елементарно. Умножак масе тела и квадрата удаљености тежишта тела од тражене осе се назива положајни момент инерције.
Математички изричај Штајнеровог правила може се записати на следећи начин:
{\displaystyle I=I_{vl}+mr^{2}=I_{vl}+J_{pol}\,}
Из свега изложенога треба уочити неколико чињеница битних за разумевање материје:
- Што је нека маса удаљенија од осе ротације, то је теже вршити ротацију.
- Инертност или тромост масе при ротацији расте с квадратом удаљености од осе ротације.
- Материјална тачка нема властитих момената инерције јер нема протежност.
- За довољно компактна тела (на пример мала кугла) у неким случајевима може се апроксимирати да немају властитих момената инерције.
- Момент инерције неког тела не зависи само о његовој маси и удаљености његовог тежишта од осе ротације, већ и од облика.
- Штајнерово правило се примењује без обзира на то да ли оса ротације пролази кроз тело или се налази изван њега, битан је само однос осе према тежишту.

## Момент тромости неких тела
Момент тромости неког тела зависи од облика тела, расподеле масе, положаја осе ротације. На пример, ако је m маса тела, r његов полупречник, а оса ротације уједно и оса симетрије, момент инерције на пример шупљег ваљка или прстена износи:
{\displaystyle I=mr^{2}}
хомогено испуњеног ваљка или кружне плоче:
{\displaystyle I={\frac {mr^{2}}{2}}\,\!}
хомогено испуњене кугле:
{\displaystyle I={\frac {2mr^{2}}{5}}\,\!}
Момент тромости хомогено испуњеног штапа којем је оса ротације нормална на дужину штапа налази се на половини дужине штапа l:
{\displaystyle I={\frac {ml^{2}}{12}}\,\!}
а на крају је штапа:
{\displaystyle I={\frac {ml^{2}}{3}}\,\!}
где је: l - дужина штапа. Мерна је јединица момента тромости килограм пута квадратни метар (kg m2).

### Моменти тромости неких пресека
| Опис | Слика | Момент тромости | Примедба | Литература |
| --- | ----- | --- | --- | ---------- |
| пуни кружни пресек (шипка) с полупречником r                                                                               |       | {\displaystyle I_{x}={\frac {\pi }{4}}r^{4}} {\displaystyle I_{y}={\frac {\pi }{4}}r^{4}} {\displaystyle I_{z}={\frac {\pi }{2}}r^{4}}                                                                                              | | [ 2 ]      |
| прстен (цев) с унутрашњим полупречником 1 и спољашњим полупречником 2                                                      |       | {\displaystyle I_{x}={\frac {\pi }{4}}\left({r_{2}}^{4}-{r_{1}}^{4}\right)} {\displaystyle I_{y}={\frac {\pi }{4}}\left({r_{2}}^{4}-{r_{1}}^{4}\right)} {\displaystyle I_{z}={\frac {\pi }{2}}\left({r_{2}}^{4}-{r_{1}}^{4}\right)} | За танке цеви, {\displaystyle r\equiv r_{1}\approx r_{2}} i {\displaystyle r_{2}\equiv r_{1}+t}. Може се рећи да {\displaystyle \left(r_{2}^{4}-r_{1}^{4}\right)=\left(\left(r_{1}+t\right)^{4}-r_{1}^{4}\right)=\left(4r_{1}^{3}t+6r_{1}^{2}t^{2}+4r_{1}t^{3}+t^{4}\right)}, и због {\displaystyle r_{1}>>t} та заграда се може поједноставити у {\displaystyle \left(4r_{1}^{3}t+6r_{1}^{2}t^{2}+4r_{1}t^{3}+t^{4}\right)\approx 4r_{1}^{3}t}. Коначно, за танкозидну цев произлази, {\displaystyle I_{x}=I_{y}=\pi {r}^{3}{t}}. |            |
| пуни кружни исечак с углом θ у радијанима и полупречником r, с обзиром на осу која пролази кроз тежиште и средиште кружнице |       | {\displaystyle I_{0}=\left(\theta -\sin \theta \right){\frac {r^{4}}{8}}} | Једнакост вреди само за 0 ≤ {\displaystyle \theta } ≤ {\displaystyle \pi } |            |
| пуни полукруг с полупречником у односу на водоравни правац који пролази кроз тежиште                                       |       | {\displaystyle I_{0}=\left({\frac {\pi }{8}}-{\frac {8}{9\pi }}\right)r^{4}\approx 0,1098r^{4}} | | [ 3 ]      |
| пуни полукруг с полупречником у односу на водоравни правац који пролази кроз основу                                        |       | {\displaystyle I={\frac {\pi r^{4}}{8}}} | Удаљеност између тежишта и основе је {\displaystyle {\frac {4r}{3\pi }}} | [ 3 ]      |
| пуни полукруг с полупречником у односу на нормални правац који пролази кроз тежиште                                        |       | {\displaystyle I_{0}={\frac {\pi r^{4}}{8}}} | | [ 3 ]      |
| пуна четвртина круга с полупречником с обзиром на средиште круга.                                                          |       | {\displaystyle I={\frac {\pi r^{4}}{16}}} | | [ 4 ]      |
| пуна четвртина круга с полупречником s obzirom na pravac prolazi kroz težište                                              |       | {\displaystyle I_{0}=\left({\frac {\pi }{16}}-{\frac {4}{9\pi }}\right)r^{4}\approx 0.0549r^{4}} | Удаљеност између тежишта и базе је {\displaystyle {\frac {4r}{3\pi }}} | [ 4 ]      |
| пуна елипса с полуосама (уздуж осе x) и b                                                                                   |       | {\displaystyle I_{x}={\frac {\pi }{4}}ab^{3}} {\displaystyle I_{y}={\frac {\pi }{4}}a^{3}b} | |            |
| пуни правоугаоник с основицом и висином у односу на правац који пролази кроз тежиште                                       |       | {\displaystyle I_{x}={\frac {bh^{3}}{12}}} {\displaystyle I_{y}={\frac {b^{3}h}{12}}} | | [ 5 ]      |
| пуни правоугао с основицом и висином у односу на правац који пролази кроз основицу                                         |       | {\displaystyle I={\frac {bh^{3}}{3}}} | | [ 5 ]      |
| пуни троугао с основицом и висином у односу на правац који пролази кроз тежиште                                            |       | {\displaystyle I_{0}={\frac {bh^{3}}{36}}} | | [ 6 ]      |
| пуни троугао с основицом и висином у односу на правац који пролази кроз основицу                                           |       | {\displaystyle I={\frac {bh^{3}}{12}}} | | [ 6 ]      |
| пуни шестоугао са страницом a, правац пролази кроз тежиште или средиште                                                     |       | {\displaystyle I_{0}={\frac {5{\sqrt {3}}}{16}}a^{4}} | Исто вреди и за нормални правац. |            |

## Материјална тачка
За материјалну тачку се момент инерције изражава формулом I=mr². Момент инерције тела у општем случају рачуна се сумирањем момената инерције свих његових саставних делова. Код неких геометријских фигура се на тај начин добијају математички једноставније формуле, док код сложенијих тела сагласно томе повећава и комплексност рачуна који се изискује за њихово одређивање и примену. У општем случају можемо тај поступак описати овако:
{\displaystyle I=\sum _{i=1}^{N}{m_{i}r_{i}^{2}}\,\!}
За лопту он се рачуна обрасцем {\textstyle {\frac {2mr^{2}}{5}}}, за ваљак (хомогени диск) {\textstyle {\frac {mr^{2}}{2}}}, а за хомогени штап {\textstyle {\frac {2ml^{2}}{12}}}, где је {\displaystyle r} полупречник (код лопте и ваљка), а {\displaystyle l} дужина штапа. За израчунавање момента инерције често се користи Штајнерова теорема. У питању је скаларна величина, а често се користи у тензорском облику.

## Примена

### Савијање
Савијање или флексија (енгл. bending, flexure) је оптерећење које делује нормално на уздужну осу носача. За разлику од осног оптерећења (истезање и притисак), при савијању штапа деформише се уздужна оса штапа. Деформирана уздужна оса зове се еластична линија или прогиб. Разликује се чисто савијање и попречно савијање. При чистом савијању све су компоненте унутрашњих сила једнаке нули, осим момента савијања. При попречном савијању осим момента савијања појављује се још и попречна сила која узрокује смицање. Чисто савијање зове се још и савијање спреговима, а попречно савијање, савијање силама. Момент савијања узрокује нормална напрезања σ која се замишљају раздељенима по пресеку сразмерно удаљености од неутралне осе. Неутрална оса пролази кроз тежиште проматраног пресека. Класична једнакост која одређује напрезање у греди услед деловања чистог савијања је:
{\displaystyle {\sigma }={\frac {M\cdot y}{I_{x}}}}
где је: {\displaystyle {\sigma }} - напрезање услед савијања, M - момент савијања око неутралне осе x, y - нормална удаљеност од неутралне осе x, x - момент тромости или момент инерције око неутралне осе x.
Максимално напрезање на савијање σ<суб>маx</суб> појављује се у тачки која је најудаљенија од неутралне осе ymax:
{\displaystyle \sigma _{max}={\frac {M\cdot y_{max}}{I_{x}}}={\frac {M}{W_{x}}}}
где је: {\displaystyle {W_{x}}} - момент отпора пресека.
Прогиб носача {\displaystyle {\delta }} произлази из диференцијалне једнакости еластичне линије:
{\displaystyle {\delta }={\frac {M_{x}}{E\cdot I_{x}}}}
Уобичајене вредности за максималне моменте савијања, прогибе, моменте тромости и моменте отпора пресека могу се наћи у таблицама.